# La Salette-Fallavaux
La Salette-Fallavaux è un comune francese di 73 abitanti situato nel dipartimento dell'Isère della regione dell'Alvernia-Rodano-Alpi.

## Apparizioni mariane
Nel comune si trova il santuario mariano di La Salette, costruito per ricordare le apparizioni mariane che avrebbero avuto, il 19 settembre 1846, due pastorelli, Maximin Giraud e Mélanie Calvat.

## Società

### Evoluzione demografica
Abitanti censiti